# BMG (Boedapest)
BMG is een historisch merk van motorfietsen.
BMG stond voor: Budapesti Motor és Bérautoipari Kft, Boedapest.
Dit was een Hongaarse fabriek die van 1939 tot 1944 lichte motorfietsen maakte met eigen 98cc-motoren.
Er was nog een merk met deze naam: zie BMG (Pomigliano D'Arco).